# Mein Freund Maigret
Mein Freund Maigret (französisch: Mon ami Maigret) ist ein Kriminalroman des belgischen Schriftstellers Georges Simenon. Er ist der 31. Roman einer Reihe von insgesamt 75 Romanen und 28 Erzählungen um den Kriminalkommissar Maigret. Der Roman entstand vom 24. Januar bis 2. Februar 1949 in Tumacacori, Arizona und wurde noch im selben Jahr beim Verlag Presses de la Cité veröffentlicht. Die erste deutsche Übersetzung von Hansjürgen Wille und Barbara Klau erschien 1955 bei Kiepenheuer & Witsch. Im Jahr 1978 publizierte der Diogenes Verlag eine Neuübersetzung von Annerose Melter.
Mit einem Gast von Scotland Yard reist Maigret auf die französische Mittelmeerinsel Porquerolles vor der Côte d’Azur. Dort ist ein obdachloser Fischer ermordet worden, scheinbar aus dem einzigen Grund, dass er sich auf seine Freundschaft zu dem Kriminalkommissar berief. Dabei kann sich Maigret kaum an den vermeintlichen Freund erinnern.

## Inhalt

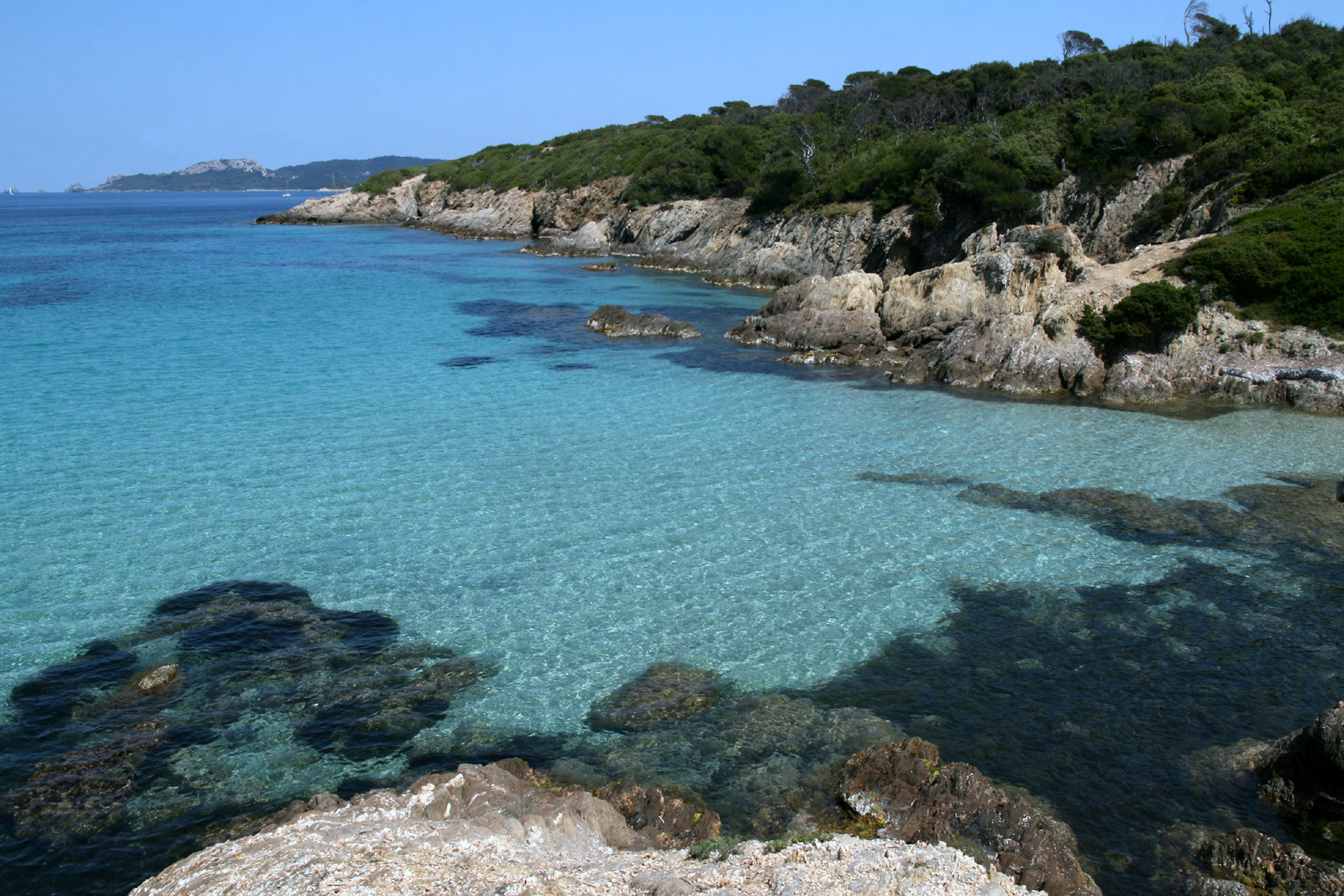
Küste von Porquerolles

Inspektor Pyke von Scotland Yard weilt zu Besuch am Quai des Orfèvres, um die Methoden seines berühmten französischen Kollegen zu studieren. Kommissar Maigret fühlt sich unbehaglich unter der Beobachtung seines englischen Kollegen, dazu herrscht im Mai in Paris Dauerregen. Kurzentschlossen erklärt sich der Kommissar bereit, mit seinem Gast per Train Bleu eine Dienstreise auf die französische Mittelmeerinsel Porquerolles zu unternehmen. Dort ist Marcel Pacaud, von allen bloß Marcellin genannt, ermordet worden. Niemand kann sich einen Grund für den Mord an dem allseits beliebten, aber mittellosen Fischer vorstellen. Der einzige Anhaltspunkt ist, dass er in der Nacht vor seinem Tode großspurig verkündete, Kommissar Maigret sei sein Freund. Also erhofft sich die örtliche Polizei Aufklärung von ihrem Pariser Kollegen, ob Marcellin tatsächlich wegen seiner Freundschaft zu Maigret ermordet wurde.
Es braucht eine Weile, bis sich Maigret überhaupt an seinen angeblichen „Freund“ erinnert. Die Akten der Polizei fördern ein langes Vorstrafenregister Marcellins zu Tage, das in einem Gefängnisaufenthalt mündet, während dessen sich der Kommissar um Ginette, die Freundin des Kleinkriminellen, kümmerte. Auf seine Veranlassung hin unterzog sich die tuberkulöse Prostituierte der Behandlung in einer Lungenheilstätte in Savoyen. Zwar trennte sich Ginette später von Marcellin, doch dieser blieb Maigret ein Leben lang dankbar für seine Unterstützung. 
Porquerolles präsentiert sich Maigret nicht nur als eine Insel von südländischem Flair, sondern auch als ein Zufluchtsort gestrandeter Existenzen, die mehr oder minder freiwillig ihr früheres Leben hinter sich gelassen haben. Auch Maigret befällt bald eine Art von „Porquerollitis“, die süße Versuchung zum Nichtstun, wenn ihn nicht die ständige Anwesenheit Pykes an die Pflicht seiner Ermittlung gemahnen würde. Er trifft auf den Ganoven Charlot, den englischen Major Bellam, der sich auf der Insel ebenso im Exil befindet wie seine Landsfrau Mrs. Wilcox, die den verarmten Adeligen Philippe de Moricourt nicht nur als Sekretär, sondern auch als jungen Geliebten aushält. Ein Liebespaar bilden auch der erfolglose holländische Maler Jef de Greef und die 18-jährige Anna, die er aus ihrer bürgerlichen Familie Bebelmans regelrecht entführt hat. Schließlich sind da noch die 79-jährige Justine, die eine Kette von Bordellen betreibt, und ihr verschüchterter Sohn Émile, der auf ihren Tod hofft, um endlich heiraten zu dürfen, wobei ausgerechnet Ginette, die inzwischen das Etablissement in Nizza leitet, seine Auserwählte ist. 

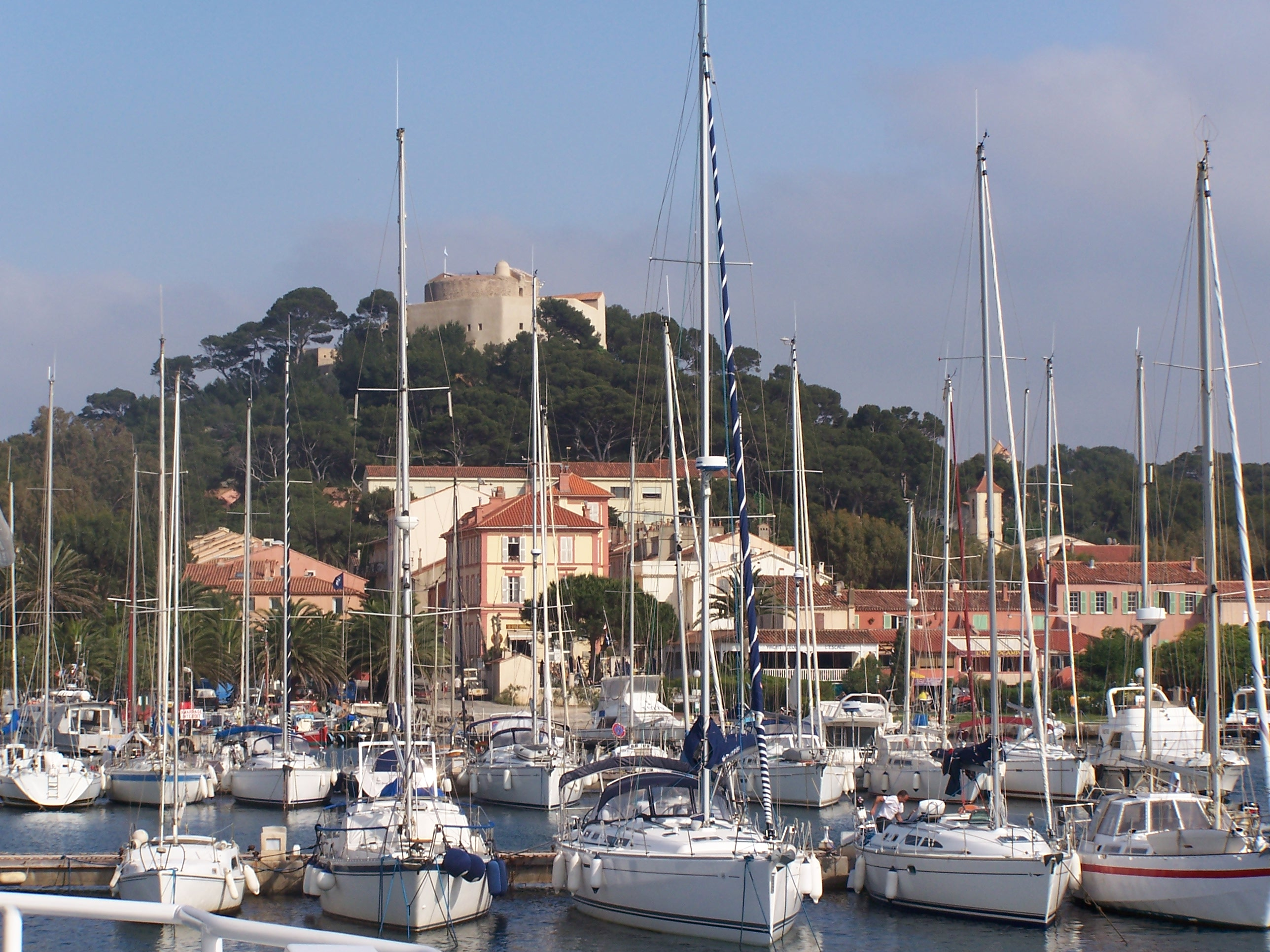
Hafen von Porquerolles

Ginettes Anwesenheit auf der Insel, obwohl Marcellin doch zur Beerdigung aufs Festland überführt wurde, lässt in Maigret den Verdacht aufsteigen, dass mehr hinter dem Tod des Fischers steckt als sich auf den ersten Blick offenbart. Wie auch Charlot scheint Ginette eine Einnahmequelle zu wittern, die ihr ehemaliger Verlobter aufgetan hat. Als Maigret erfährt, dass sich Marcellin bei ihr nach dem Todesjahr Vincent van Goghs erkundigt hat und die arglose Mrs. Wilcox ausplaudert, dass sie auf Veranlassung ihres Sekretärs erst kürzlich ein Bild des Malers erstanden hat, fallen für Maigret die Mosaiksteine zusammen: Er nimmt Philippe de Moricourt und Jef de Greef fest, die schon seit längerem Mrs. Wilcox mit gefälschten Bildern ausgenommen haben. Marcellin war den beiden Betrügern auf die Schliche gekommen und versuchte sie zu erpressen, woraufhin sie ihn ermordet haben.
Herauszufinden, wer der beiden Betrüger der Mörder war, überlässt Maigret der Justiz. Er sieht bereits den Prozess voraus, in dem der zynische, die Welt verachtende de Greef schweigen wird, während der feige de Moricourt ein Geständnis ablegen wird, um seinen Kopf zu retten. Doch ein Detail hat Maigret nicht vorausgesehen: Die einzige Person, die von Liebe geleitet ist, die junge Anna, begeht Suizid mit einer Überdosis Veronal, um nicht ihren Geliebten Jef verraten zu müssen. So verlässt Maigret am Ende, obwohl er seinem englischen Gast die Aufklärung eines Falles demonstrieren konnte, äußerst missvergnügt die Insel.

## Hintergrund
Die Insel Porquerolles bildet nicht nur den Hintergrund für den Roman Mein Freund Maigret, sie spielte auch eine wichtige Rolle in Simenons Leben. Zum ersten Mal bereiste er sie im Mai 1926, als Simenons Gesundheit infolge seiner intensiven schriftstellerischen Arbeit – er schrieb in den Jahren 1924 bis 1926 jeweils zwischen 200 und 300 Erzählungen pro Jahr, die er unter zahlreichen Pseudonymen veröffentlichte – sowie des gesellschaftlichen Lebens in Paris angegriffen war, und er sich für einige Monate aufs Land zurückziehen wollte. Simenon war von Porquerolles so entzückt, dass er in späteren Jahren immer wieder dorthin zurückkehrte. Auch in seinen Romanen taucht die Insel wiederholt auf und dient laut Stanley G. Eskin zumeist „als ein Symbol für Erholung und Lebensfreude“, so etwa in den Romanen Les Anneaux de Bicêtre oder Cour d’assises. Differenzierter ist die Darstellung in Le Cercle des Mahé.
Als Simenon Anfang des Jahres 1949 mit dem Roman Mein Freund Maigret vom amerikanischen Kontinent, wohin er seit Ende des Zweiten Weltkriegs emigriert war, geistig nach Porquerolles zurückkehrte, war es zur Entspannung und Beruhigung, denn sein Privatleben stand unter den Vorzeichen der Scheidung von seiner ersten Ehefrau sowie der Geburt seines zweiten Sohnes. Jene Entspannung, gerade auch vor den aufreibenderen Non-Maigret-Romanen, suchte der Autor auch in späteren Jahren immer wieder bei seiner Figur Maigret. In den Roman flossen Simenons eigene Erlebnisse auf Porquerolles ein. So korrespondiert Maigrets Reise im Train Bleu und sein morgendliches Erwachen in einer blühenden Landschaft der Provence mit Simenons Ankunft im Mai 1926. Auch die Fähre Cormoran, die zwischen Giens und Porquerolles verkehrt, und die Herberge Arche Noah, die noch immer als Arche de Noé auf der Insel zu finden ist, entstammen der Wirklichkeit. Bis in die Gegenwart lebt Simenons Schwiegertochter auf Porquerolles, wo sich laut Andreas Bernard mit den gerade einmal 350 Insulanern auch sonst kaum etwas gegenüber Simenons Zeiten geändert habe.

## Interpretation
Murielle Wenger weist darauf hin, wie unterschiedlich Simenon in seinen Romanen das Meer des Nordens und jenes des Südens darstellt. Während Ersteres zumeist als kalt und windig beschrieben wird, in einer Stimmung des vergehenden Sommers, steht das Meer des Südens für Sommerhitze und Trägheit. Eine solche Atmosphäre hat Maigret bereits in Maigret in der Liberty Bar erlebt, bei einer Untersuchung in Antibes, auf die im Roman angespielt wird. Auch in Mein Freund Maigret wird der Kommissar von der „Porquerollitis“ befallen, einer Mischung von einschläfernder Wärme und vielfältigen Sinneseindrücken, Gerüchen und Geräuschen, die sich zu einer Urlaubsstimmung mit Erholung und Müßiggang verdichten und die Ermittlungen zu gefährden scheinen. Allerdings ist Maigret hinter seiner Maske von Faulheit und Hingabe an das Inselleben in der Lage, „die spezifische Wesensart der Inselbewohner wie ein Schwamm in sich aufzusaugen“, wie es Julian Symons formuliert. Sein Nimbus eilt dem Kommissar auch auf der abgeschiedenen Insel voraus, sodass seine Ankunft wirkt wie der Empfang eines Filmstars.
Im Zentrum der Handlung steht der Kontrast zwischen dem französischen Kommissar und seinem englischen Gast von Scotland Yard. Die Figuren repräsentieren einige typische Klischees über ihre Herkunftsländer, von Speisen und Getränken bis hin zum stets tadellosen Äußeren und Verhalten des Inspektors im Gegensatz zu Maigrets Laissez-faire-Stil. Die Konfrontation der unterschiedlichen Mentalitäten führt zu einem regelrechten Wettstreit, einem Match, in dem der Kommissar nicht umhinkommt, innerlich die Punkte zu zählen. Dabei fühlt er sich in der Pflicht, nicht nur für die eigene Lebensweise einzutreten, sondern für die Ehre seiner ganzen Nation. Die beiden Figuren symbolisieren den Gegensatz von Theorie und Praxis, Lehrbuchwissen und Intuition. Während Inspektor Pyke sich erhofft, die Methoden Maigrets zu studieren, erlebt er bei der Ermittlung einen vollständigen Mangel von methodischem Vorgehen. Laut Colas Duflo zeigt Simenon im Roman einen so unmethodischen Kommissar wie irgend möglich. Tilman Spreckelsen betont, wie nervös Maigret die ständige Beobachtung durch seinen Kollegen macht, der „ihn genauso behandelt wie sonst er jeden Verdächtigen“. Auf eine andere ironische Wendung verweist Murielle Wenger: Die ehemalige Prostituierte Ginette, die Maigret einst als barmherziger Samariter errettete, endet als Puffmutter, was beweise, dass Maigrets Geschick als „Einrenker von Schicksalen“ hin und wieder an seine Grenzen stoße. Beim Blick in sein Spiegelbild fragt sich Maigret jedenfalls, wer den kleinen Jungen, der ihm noch immer daraus entgegenblickt, überhaupt als Kriminalkommissar ernst nehmen könne, eine erste Hinterfragung seines Berufsstandes, die in der späten Phase der Maigret-Reihe immer bestimmender werden wird.
Mit der Auflösung des Falles verfinstert sich laut Gavin Lambert der anfänglich leichte und sonnige Ton des Romans. Ein erfolgloser Dichter und ein gescheiterter Maler beschließen sich an der Welt zu rächen, indem sie eine alte Frau ausnehmen und einen Obdachlosen grausam ermorden. Die Bösartigkeit der Täter befindet sich jenseits eines menschlichen Verhaltens, für das der Kommissar sein sprichwörtliches Verständnis aufbringen kann. Er weiß sich nicht anders zu helfen als durch einen Ausbruch von Gewalt und schmettert dem Sekretär de Moricourt die Faust ins Gesicht. Laut Murielle Wenger ist es in Simenons Romanen immer wieder der Typ des männlichen Gigolos, der ältere Frauen ausnimmt, dem die besondere Verachtung des Kommissars gilt. Josef Quack fokussiert sich hingegen auf den zweiten Täter, den erfolglosen Maler Jef de Greef, in dem Simenon – ähnlich wie in den früheren Romanen Maigret und der Gehängte von Saint-Pholien und Maigret kämpft um den Kopf eines Mannes – „einen reinen Nihilisten, der tötet um zu töten“, zeichne. Dass Maigret den Selbstmord der Geliebten des Malers nicht vorausahnt, sondern erst im Nachhinein erklären kann, hinterlässt den Kommissar am Ende des Romans laut Tilman Spreckelsen so „missgelaunt“ wie selten. Mit dem Ausdruck „sales gamins“ (Mistfinken), der den Roman beschließt, wird Maigret auch in seinem nächsten Fall Maigret in Arizona eine Gruppe degenerierter junger Soldaten bedenken.

## Rezeption
Für Julian Symons ist Mein Freund Maigret ein Roman, „der die Qualitäten der Maigret-Geschichten in vollem Umfang aufweist“, was von Maigrets Fähigkeiten in der Interpretation menschlichen Verhaltens bis zu einigen „Szenen voll köstlichen Humors“ im Kontrast zwischen dem Kommissar und dem britischen Inspektor reiche. Symons gelangt zum Fazit: „Dieses Buch ist sicher eines aus dem halben Dutzend der besten Maigret-Romane.“ Auch Oliver Hahn zählt den Roman „zu den besten Maigrets“, in dem man in besonderem Maße „die Ruhe und Gelassenheit“ des Kommissars spüren könne. Das Flair der Umgebung lasse vermutlich keinen Leser unberührt und manchen „von dem Blau des Meeres“ träumen. Laut Andreas Bernard ist es schlicht einer „der schönsten Insel-Krimis“. Frank Böhmert fasst zusammen: „Ein typischer Maigret: knapp, stimmungsbetont, lebendig.“ Der Roman gehöre zu den „traurigschönen“ Werken Simenons.
Die Romanvorlage wurde dreimal im Rahmen der TV-Serien Maigret mit Rupert Davies (1960), Les Enquêtes du commissaire Maigret mit Jean Richard (1973) und Maigret mit Bruno Cremer (2001) verfilmt. Im Jahr 2003 produzierten SFB-ORB, MDR und SWR ein Hörspiel in der Bearbeitung von Susanne Feldmann und Judith Kuckart. Es sprachen unter anderem Christian Berkel und Friedhelm Ptok. 2018 las Walter Kreye ein Hörbuch für den Audio Verlag ein.

## Ausgaben
- Georges Simenon: Mon ami Maigret. Presses de la Cité, Paris 1949 (Erstausgabe).
- Georges Simenon: Mein Freund Maigret. Übersetzung: Hansjürgen Wille und Barbara Klau. Kiepenheuer & Witsch, Köln 1955.
- Georges Simenon: Mein Freund Maigret. Übersetzung: Hansjürgen Wille und Barbara Klau. Heyne, München 1966.
- Georges Simenon: Mein Freund Maigret. Übersetzung: Annerose Melter. Diogenes, Zürich 1978, ISBN 3-257-20506-6.
- Georges Simenon: Mein Freund Maigret. Sämtliche Maigret-Romane in 75 Bänden, Band 31. Übersetzung: Annerose Melter. Diogenes, Zürich 2008, ISBN 978-3-257-23831-0.
- Georges Simenon: Mein Freund Maigret. Übersetzung: Hansjürgen Wille, Barbara Klau und Bärbel Brands. Kampa, Zürich 2018, ISBN 978-3-311-13031-4.
- Georges Simenon: Mein Freund Maigret. Übersetzung: Hansjürgen Wille, Barbara Klau und Bärbel Brands. Lesung von Walter Kreye. Der Audio Verlag, Berlin 2018, ISBN 978-3-7424-0741-2.